# 噬菌耳霉
噬菌耳霉（学名：Conidiobolus mycophagus）是属于虫霉目新月霉科耳霉属的一种真菌，腐生在土壤中的腐烂植物碎片上。该种分布于中国、印度。